# Тюлень
Тюлень (Phoca) — центральний рід родини тюленеві (Phocidae), морські ссавців з ряду хижі (Carnivora), що представляють групу ластоногих (Pinnipedia).

## Систематичні взаємини
Переважна більшість дослідників (наприклад, King 1983; Wyss 1988) вважає, що Phoca входить до єдиної монофілетичної групи з родами Pusa, Histriophoca та Pagophilus. Кладистичний аналіз на основі ознак морфології та мтДНК говорить про дві клади (наприклад, Rice, 1998; Bininda-Emonds et al. 1999, цит. за: Види ссавців світу):
- Pagophilus + Histriophoca;
- Phoca + Pusa + Halichoerus.

Частина дослідників (наприклад, Burns, Fay, 1970 та McDermid, Bonner 1975) вважають відмінності між ними підродовими.

## Класифікація
У складі роду — два види (за «Види ссавців світу», 2005):
- тюлень плямистий (ларга) — Phoca largha;
- тюлень звичайний — Phoca vitulina.

В 2023 році, у Крижаному фіорді поблизу Ілуліссату (Західна Гренландія) виявлено новий вид тюленів, що відрізняється від своїх арктичних побратимів за розміром, кольором та малюнком хутра та який, відповідно, отримав назву тюлень Кангіа.

### Походження
Походження цих ластоногих тварин і досі залишається для людей загадкою. Знайдені скам'янілі останки тюленів або подібних тварин мають вік біля 5-22 млн. років. Викопні останки нагадують скелети сучасних ластоногих. Один вид викопних тварин відрізнявся тим, що в нього був хвіст та довгі кінцівки. Вчені вважають, що справжні тюлені походять від тварин роду СгеоАопіа, які жили на Землі біля 60-65 млн. років тому. 
За іншою гіпотезою, справжні тюлені з'явилися досить пізно, вони є близькими родичами видр, а вухаті тюлені з'явилися раніше і їхніми предками були форми, близькі до родини ведмедевих.